# آنس بورکن
آنس بورکَن (فرانسوی: Hans Bourquin‎; ۱۶ اکتبر ۱۹۱۴ – ۱۹۹۸) قایقران روئینگ اهل سوئیس بود.
وی در مسابقات کشوری و بین‌المللی در مجموع برندهٔ ۱ مدال طلا شده‌است.